# Tremolo (chitarra)

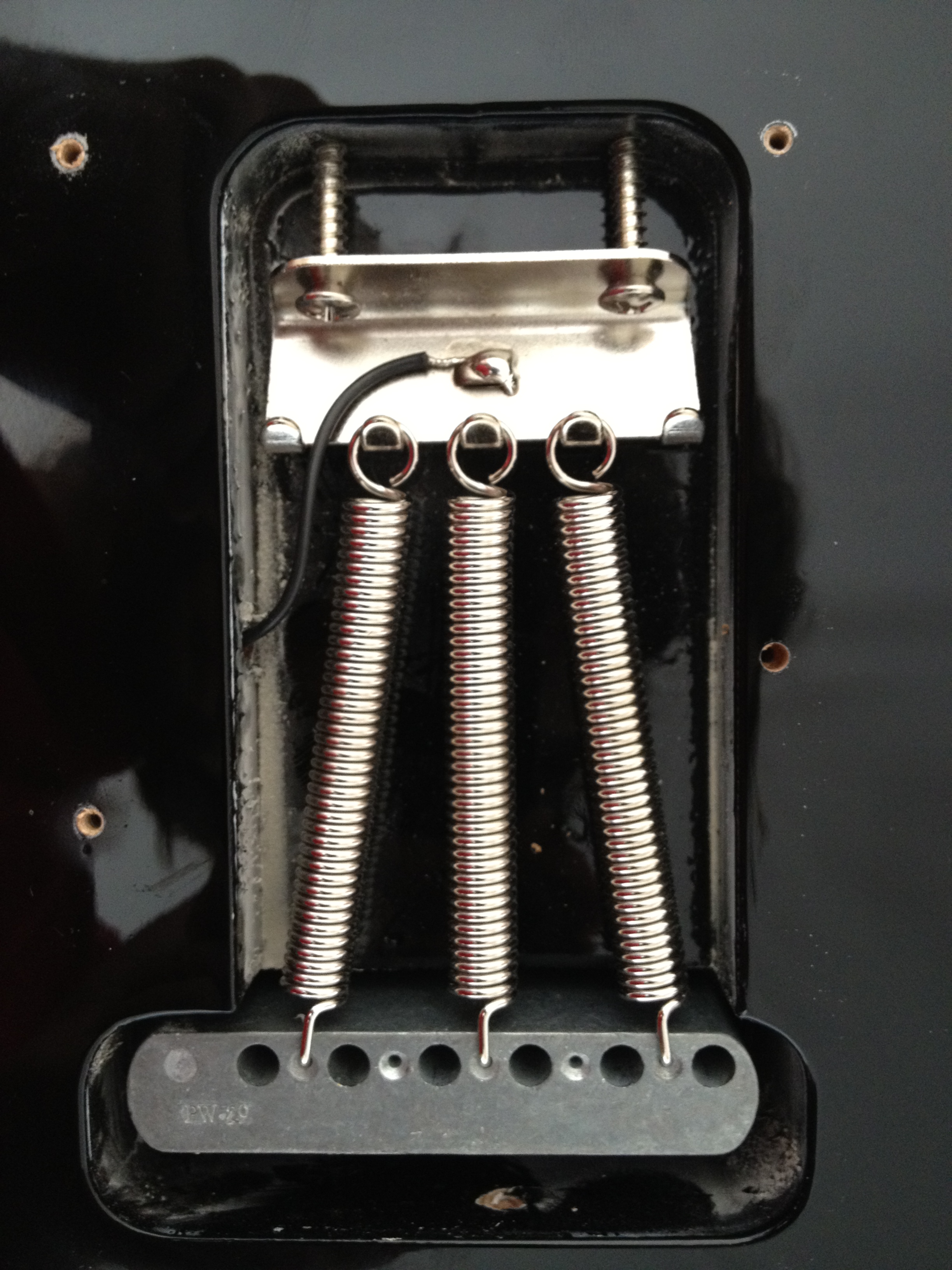
Vano posteriore.

Il tremolo o vibrato è un tipo di ponte mobile per chitarra elettrica che permette al musicista di variare temporaneamente la tensione delle corde premendo e rilasciando una leva meccanica. 
A seconda dell'utilizzo si può ottenere un effetto vibrato, ma più genericamente una variazione di intonazione delle corde. Premendo la leva si accorcia la lunghezza del diapason. Nella maggior parte dei modelli in produzione, questo tipo di ponte torna allo stato normale per mezzo di molle collocate in un vano nel corpo della chitarra. 
Il nome tremolo è in realtà improprio, essendo l'effetto ottenuto una variazione di intonazione (vibrato) e non una di volume (tremolo). Tale incongruenza nacque quando la Fender mise in produzione la Stratocaster, una chitarra dotata di un innovativo ponte mobile denominato "synchronized tremolo system" (ponte tremolo sincronizzato). La confusione successivamente aumentò: la Fender produsse degli amplificatori per chitarra con effetto tremolo incorporato chiamandolo vibrato. 

## Principali tipi di vibrato
- Fender Synchronized tremolo: adottato sulla Stratocaster, è costituito da una piastra metallica avvitata su un blocco d’acciaio, sulla piastra sono avvitate le sellette e possono essere regolate per trovare l’intonazione giusta, le corde passano attraverso dei fori sul blocco d’acciaio e poggiano sulle sellette sbucando dalla piastra. Nel vano posteriore, al blocco d’acciaio sono agganciate da due a cinque molle regolabili e la quantità di molle dipende dalla scalatura delle corde, il tremolo oscilla su sei viti o due perni a seconda del modello. La leva è avvitata o semplicemente agganciata a seconda del modello, e passa attraverso un foro nel blocco d’acciaio. Attraverso la regolazione delle sei viti (o dei due perni) e delle molle, è possibile impostare il ponte in modo che si muova sia avanti che indietro (floating) o solo in avanti (flat), questo dà a questo tipo di ponte una notevole versatilità sia per chi lo usa e chi non lo usa.
- Fender Floating tremolo: adottato sulla Jazzmaster e sulla Jaguar, è costituito da tre piastre, di cui una avvitata al corpo, una avvitata sotto di essa in funzione di fulcro, e una sulla quale sono agganciate le corde e il blocco d’aggancio della leva. Prima dell’avvento dei ponti a rulli, questo, come il modello "dynamic", adotta un ponte a sellette, che si muove all’unisono col movimento del tremolo, per non perdere l’accordatura. In più è dotato di un blocco opzionale per impostarne il movimento soltanto in avanti.
- Fender Dynamic tremolo: adottato sulla Mustang, è dotato di un’unica piastra che comprende sia il ponte che il tremolo, questo è costituito in una barra metallica alla quale passano le corde, nella quale sono avvitate due barre filettate che passano attraverso la piastra e il corpo tramite due fori che fungono da fulcro, Alle due barre sono agganciate due molle fissate direttamente sotto la piastra. Come col Floating per Jazzmaster e Jaguar, il ponte si muove all'unisono col movimento del tremolo.
- Gibson Maestro Vibrola: montato su alcuni modelli custom Les Paul e Diavoletto, dotate di ponte Tune-O-Matic, è prodotto in due modelli, lungo e corto, ed è costituito da un supporto avvitato al corpo, un componente molleggiante e una cordiera a incastro. A differenza dei ponti a molle, il tremolo in questione si muove attraverso il componente molleggiante, che fa sia da molla che da fulcro.
- Schaller LP: prodotto da Gibson, è nato come ricambio per chitarre dotate di ponte Tune-O-Matic, è dotato di un ponte a rulli ad aggancio, al quale è installato il sistema vibrante con le molle sottostanti. L'installazione è semplicemente a incastro nelle sedi del ponte e non richiede modifiche speciali.
- Bigsby: è stato il primo progetto di largo successo di barra per vibrato. Prodotto in due tipologie di modelli, lungo e corto, è utilizzato usualmente su chitarre semiacustiche dotate principalmente di ponti Tune-O-Matic, ed è costituito da un massiccio supporto metallico, un tubo ruotante e una molla non regolabile. Tremolo solido, affidabile, di notevole ingombro, non particolarmente versatile, dona una classica estetica vintage molto apprezzata allo strumento. La versione lunga è progettata per chitarre Hollow Body, semi Hollow Body e modelli stile Les Paul, con corpo pieno ma bombato. La versione corta a ferro di cavallo è pensata per le chitarre solid body "flat top", tipico è trovarla montata di serie su alcuni modelli di Telecaster, o di Gibson SG.
- Floyd Rose: è un'evoluzione del synchronized tremolo e il suo funzionamento è lo stesso, la differenza è che è dotato di doppio sistema di bloccaggio delle corde, tramite un capotasto bloccante sul manico e un sistema di serraggio sul ponte stesso. Per ottimizzare l’accordatura è dotato di un sistema di "fine tuning", costituito da delle piccole viti a mano. È usato su moltissime chitarre ed è essenziale per un uso intensivo; una chitarra d'esempio è la Ibanez JEM. Per il montaggio delle corde è necessario tagliare con delle tronchesine l'anello di fine corda e si serrano al ponte con l'aiuto di una brugola. La leva del tremolo non ha filettatura propria ma una ghiera avvitabile.
- Kahler Flyer: simile al Floyd, è costituito da un supporto fisso, un blocco ruotante e due molle posteriori; non necessita di un vano inferiore, è dotato di sellette a rulli regolabili, sistema di "fine tuning" e la tensione delle molle posteriori si regola con una brugola vicino al foro d'inserimento della leva.
- Stetsbar: montato su chitarre dotate di ponte Tune-O-Matic, è dotato di una piastra di supporto fissata al manico, un blocco scorrevole sostenuto da due molle regolabili e un blocco sul quale è fissata la leva. Il blocco scorrevole funge sia da cordiera che da supporto per il ponte, poiché mentre in uso si muovono all'unisono.

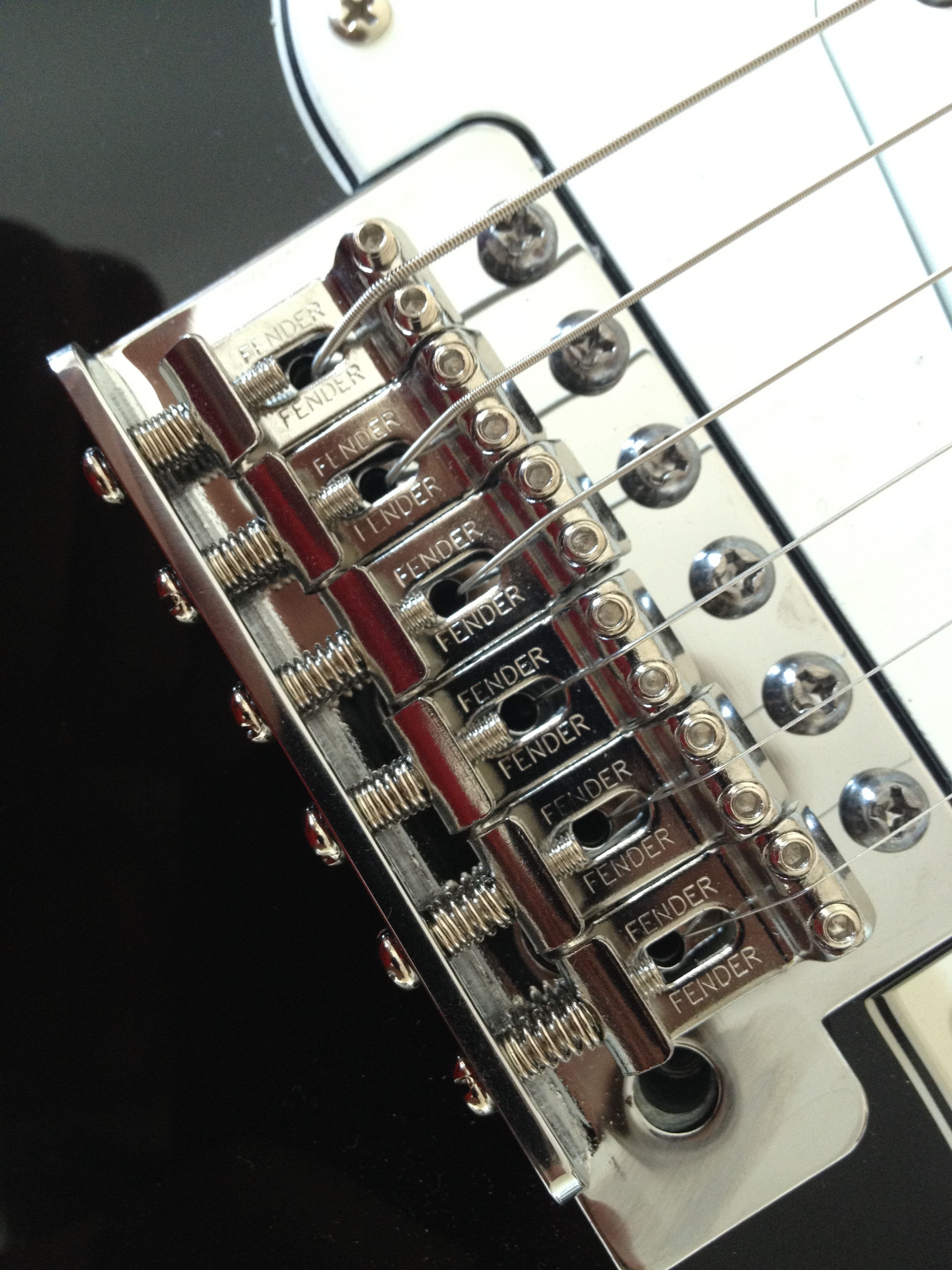
Synchronized tremolo a 6 viti visto da sopra
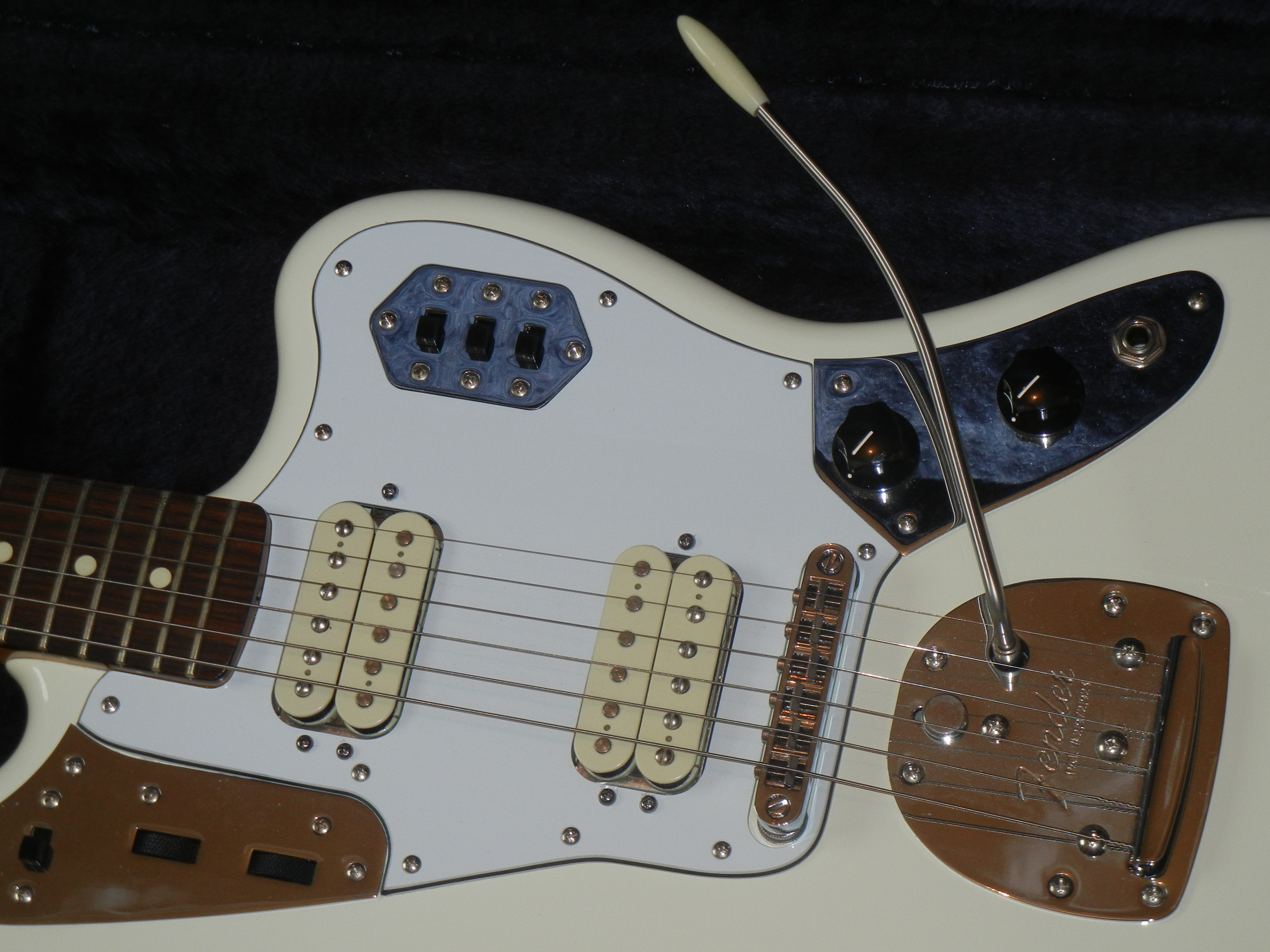
Floating tremolo
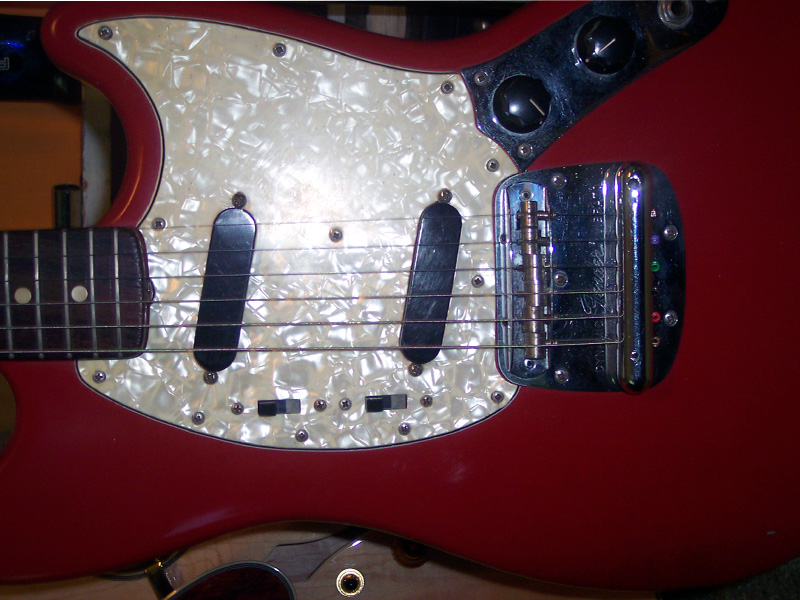
Dynamic tremolo
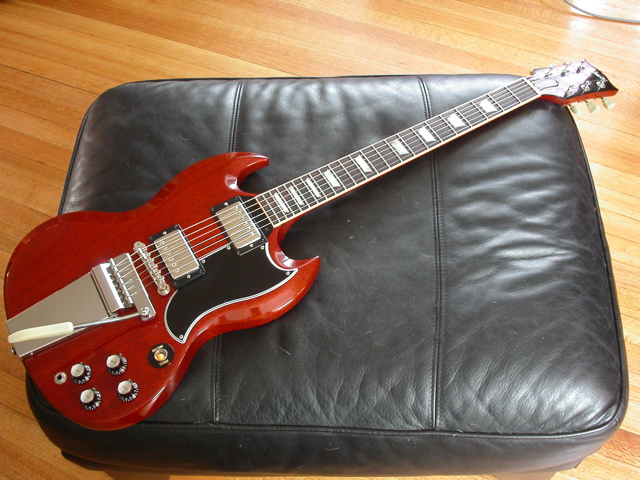
Gibson SG con tremolo Maestro Vibrola
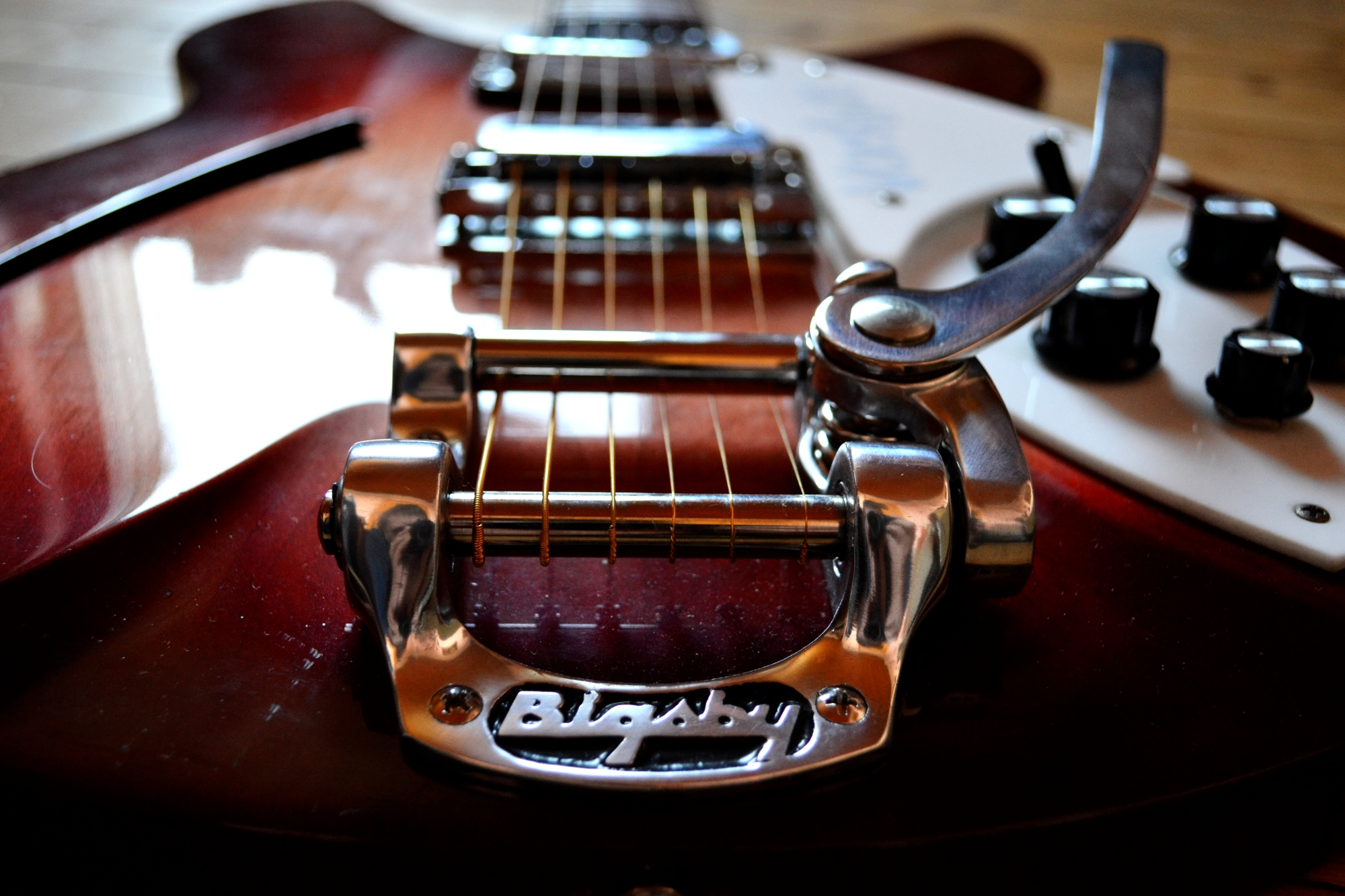
Versione corta del Bigsby
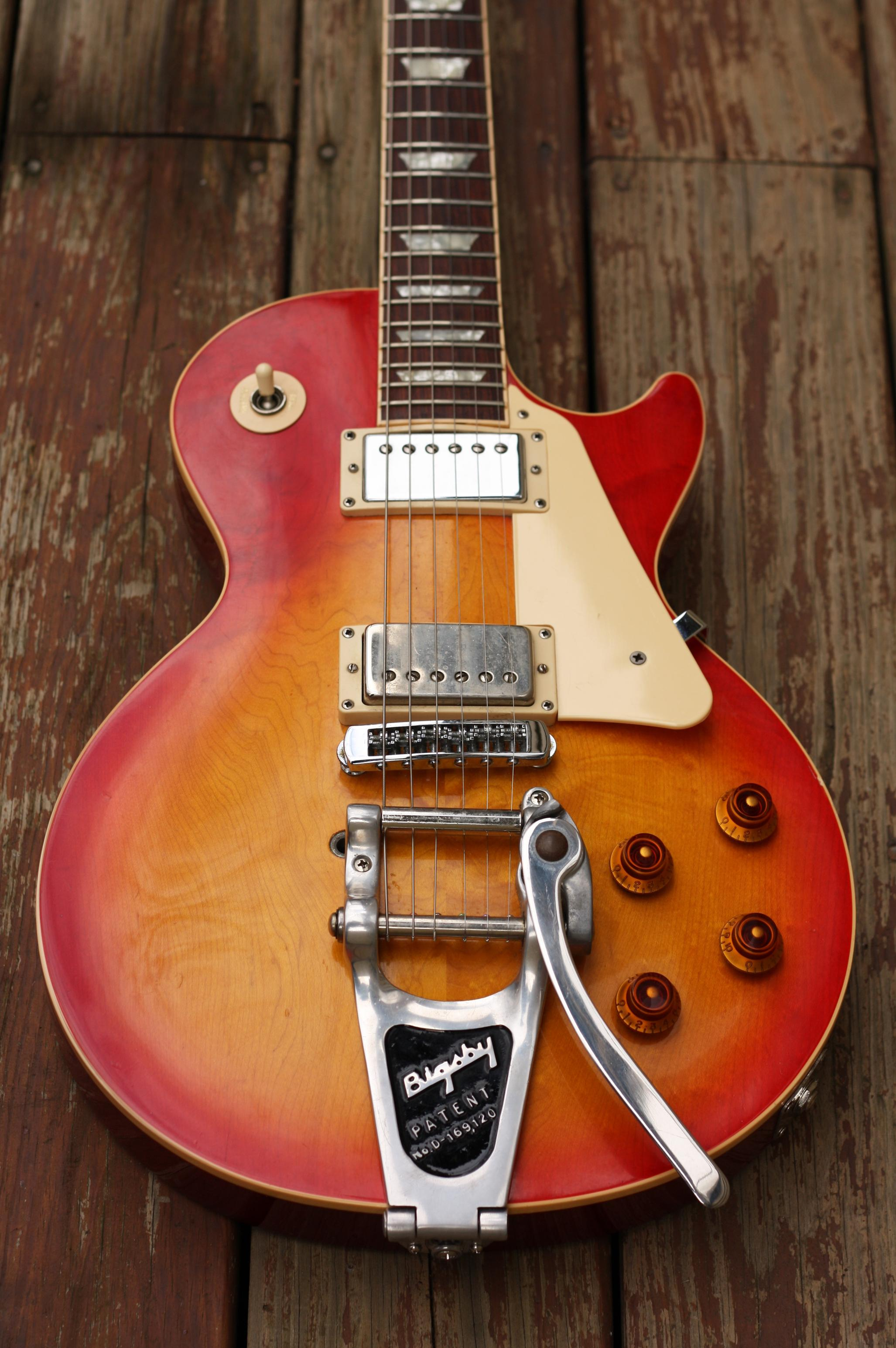
Versione lunga del Bigsby
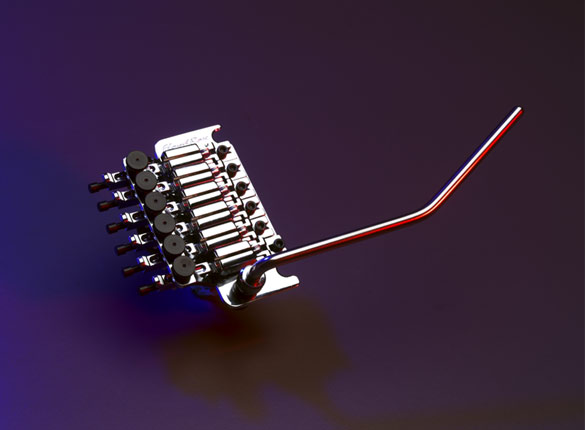
Tremolo Floyd Rose
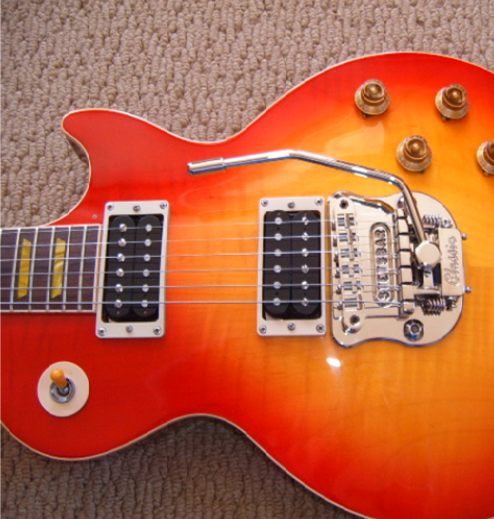
Tremolo Stetsbar